# Argelato
Argelato (Arżlè in dialetto bolognese settentrionale) è un comune italiano di 9 663 abitanti della città metropolitana di Bologna in Emilia-Romagna. Fa parte dell'Unione Reno Galliera.
Il comune è costituito dal centro di Argelato e dalle frazioni di Volta Reno (che comprende anche le località di San Donino e San Giacomo), Casadio (comprendente anche gli abitati di Malacappa e Quattro portoni) e Funo (che comprende anche la località Casette di Funo). Nella frazione di Funo sono presenti importanti stabilimenti industriali e una delle più grandi cittadelle di vendita all'ingrosso d'Europa (CenterGross - centro per il commercio all'ingrosso di Bologna), superata in Italia solo dal Cis di Nola.

## Storia
Il 5 dicembre 1974 alcuni elementi dell'estrema sinistra modenese tentarono una rapina alla banca di Argelato. Dopo la fuga fermati per caso da due carabinieri che li avevano scambiati per campeggiatori aprirono per primi il fuoco uccidendone uno e ferendone lievemente l'altro.

## Simboli
Lo stemma del comune di Argelato è stato riconosciuto con decreto del capo del governo del 26 gennaio 1930.
Lo stemma riprende il blasone della famiglia Argelati che dominava il territorio.
Il gonfalone, concesso con regio decreto dell'11 gennaio 1930, è un drappo di giallo.

## Monumenti e luoghi d'interesse
Il MiBACT recensisce 16 beni architettonici tutelati nel comune, ai quali si aggiungono quelli senza tutele.

### Architetture religiose
- Chiesa di San Michele Arcangelo e pertinenze
- Chiesa dei Santi Filippo e Giacomo e pertinenze (Contea di Casadio)
- Chiesa e complesso parrocchiale dei Santi Nicolò e Petronio (Funo)
- Chiesolino del Savignano
- Oratorio di Santa Maria delle Grazie ai Ronchi (località Ronchi di Argelato)

### Architetture civili
- Palazzina municipale
- Palazzo della Morte (oggi del Vignola) e pertinenze (Funo)
- Palazzo Orsi (Funo)
- Palazzo Sampieri Talon o Villa Talon-Sampieri (Contea di Casadio Volta Reno): villa, parco, adiacenze e Vialone di roveri secolari
- Villa Beatrice
- Villa Zambonelli (Funo)
- Villa la Torre (Contea di Casadio)
- Villa Angelelli Zambeccari, parco e pertinenze
- Casino Candi e pertinenze
- Corte Sant'Adolfo
- Corte Palazzo
- Corte Sant'Alessandro
- Borgo Sant'Anna e pertinenze
- Corte Savignano
- Cimitero di Casadio
- Cimitero di Funo
- Statue della rotatoria di via Centese

### Aree naturali
Boscovivo, area naturalistica boschiva di Argelato

## Società

### Evoluzione demografica
Abitanti censiti

## Cultura
- Museo Ferruccio Lamborghini
- Biblioteca comunale di Argelato
- Biblioteca comunale di Funo
- Teatro comunale di Argelato

## Infrastrutture e trasporti
Il servizio di trasporto pubblico ad Argelato è assicurato dalle autocorse suburbane svolte dalla società TPER.
Fra il 1889 e il 1955 Argelato ospitò una stazione della Tranvia Bologna-Pieve di Cento, intensamente utilizzata sia per il traffico pendolare fra la campagna e gli opifici bolognesi che per il trasporto delle barbabietole da zucchero, allora fra i principali prodotti agricoli della zona.

## Amministrazione

Gonfalone comunale

Di seguito è presentata una tabella relativa alle amministrazioni che si sono succedute in questo comune.
| Periodo        | Periodo        | Primo cittadino   | Partito           | Carica              | Note   |
| -------------- | -------------- | ----------------- | ----------------- | ------------------- | ------ |
| 9 luglio 1985  | 10 giugno 2004 | Valerio Gualandi  | PCI, PDS, L'Ulivo | Sindaco             | [ 9 ]  |
| 10 giugno 2004 | 14 giugno 2004 | Michele Formiglio | -                 | Comm. straordinario | [ 9 ]  |
| 14 giugno 2004 | 8 giugno 2009  | Luigi Pasquali    | centro-sinistra   | Sindaco             | [ 9 ]  |
| 8 giugno 2009  | 26 maggio 2014 | Andrea Tolomelli  | centro-sinistra   | Sindaco             | [ 9 ]  |
| 26 maggio 2014 | in carica      | Claudia Muzic     | PD, SEL, PSI      | Sindaco             | [ 10 ] |